# Продан, Юрий Васильевич
Юрий Васильевич Про́дан (укр. Юрій Васильович Продан; род. 27 января 1959, Норильск, Красноярский край, РСФСР, СССР) — украинский политик и государственный деятель. Министр топлива и энергетики Украины (2007—2010), Министр энергетики и угольной промышленности Украины (27 февраля — 2 декабря 2014 года).

## Образование
В 1982 году окончил Киевский политехнический институт, получив диплом инженера-электрика, специалиста по электрическим станциям.

## Карьера
После окончания вуза три года работал инженером кафедры электростанций КПИ. Следующие два — старшим инспектором Фастовского районного отделения энергонадзора «Киевэнерго». К весне 1999 года занимал различные должности в том же «Киевэнерго», дослужился до кресла директора департамента энергосбыта. Бурный карьерный рост Юрия Продана в столичной энергокомпании пришёлся на 1995—1999 годы. Именно тогда её возглавлял будущий глава Минтопэнерго Иван Плачков.
В 1999—2000 годах Продан — первый заместитель директора ГП «Национальная энергетическая компания „Укрэнерго“» — директор Специализированного обособленного подразделения «Энергорынок». С июня 2000 по март 2001 года — директор ГП «Энергорынок».
С марта 2001 года — председатель Национальной комиссии регулирования электроэнергетики Украины. В 2004—2005 годах — начальник Главного управления топлива, энергетики и энергосбережения Киевской горгосадминистрации. С февраля 2005 года — первый заместитель Министра топлива и энергетики, президент НАК «Энергетическая компания Украины».
После прихода в Кабмин команды Виктора Януковича Юрий Продан вернулся в «Киевэнерго» (в сентябре 2006 года). А уже в ноябре был назначен советником Президента Украины Виктора Ющенко. С июля 2007 года — заместитель Секретаря Совета национальной безопасности и обороны Украины.
Назначен на должность Министра топлива и энергетики Украины в втором правительстве Юлии Тимошенко Постановлением Верховной Рады Украины № 10-VI от 18 декабря 2007 года. Потерял должность 11 марта 2010 года в связи с отставкой Кабмина Тимошенко после победы на президентских выборах Виктора Януковича.
26 февраля 2014 года Майдан предлагает Верховной Раде кандидатуру Продана на пост министра топлива и энергетики.
С 27 февраля по 2 декабря 2014 года — Министр энергетики и угольной промышленности Украины в правительстве Арсения Яценюка.

## Награды и звания
- Государственный служащий первого ранга (май 2003).
- Заслуженный энергетик Украины (декабрь 2005).
- Наградное оружие — пистолет «Glock 17» (27 июня 2014)[3].

## Семья
Жена Елена Юрьевна Березовская (1972). Дочь Яна (1983), сын Богдан (1993), дочь Анастасия (2002), сын Владимир (2007)